# Antirhea caudata
Antirhea caudata là một loài thực vật có hoa trong họ Thiến thảo. Loài này được (M.E.Jansen) Chaw mô tả khoa học đầu tiên năm 1992.